# Santa Teresa (La Pampa)
Pour les articles homonymes, voir Santa Teresa.
Santa Teresa est une ville et une commune d'Argentine, chef-lieu du département du même nom, située dans la province de La Pampa. Elle comptait 694 habitants en 2001.